# Goodies
Goodies je debitantski album američke pjevačice Ciare, objavljen 28. rujna 2004. godine u izdanju LaFace i Sho'nuff Records.

## Pozadina i suradnje
Ciara je na svom debitantskom albumu surađivala s nekoliko tekstopisaca i producenata kao Jazze Pha, Lil Jon, Bangladesh, R. Kelly, Johntá Austin, Sean Garrett, i Keri Hilson. Album sadrži elemente R&B-ja, Dancea, Popa i Hip-Hopa. Na albumu se kao gosti pojavljuju Petey Pablo, Missy Elliott, Ludacris i T.I.

## Uspjeh albuma
Album je debitirao na trećoj poziciji na Billboard 200 US listi albuma. Kritičari su Ciaru imenovali novom Aaliyah, te su njezinu kvalitetu usporedili s grupom Destiny's Child. Ovim albumom Ciara je dobila dvije nominacije za nagradu Grammy "Best New Artist" i Best Rap/Sung Collaboration za pjesmu "1, 2 Step".

## O albumu
Album sadrži trinaest pjesma, plus jedna bonus pjesma. Tekstove pjesama pisala je sama Ciara uz pomoć nekoliko tekstopisaca i producenata. Kao singlovi su izdanje pjesme "Goodies", "1, 2 Step", "Oh" i "And I".

## Singlovi
- "Goodies" (featuring Petey Pablo), singl je izdan 24. srpnja 2004., dosegao je 1. mjesto na Billboard Hot 100 i ostao na toj poziciji čak sedam tjedana. Također je zauzeo 1. poziciju i u Ujedinjenom Kraljevstvu.
- "1, 2 Step" (featuring Missy Elliott) je drugi singl, izdan 2. studenog 2004. Pjesma je ušla ju top 10 u više država.
- "Oh" (featuring Ludacris) je treći singl, izdan 2. ožujka 2005. Zauzeo je 2. poziciju na Billboard Hot 100, te ušao u top deset u Njemačkoj, Irskoj, Ujedinjenom Kraljevstvu i Australiji.
- "And I"  je posljednji singl (izdan 24. kolovoza 2005.), koji nije doživio uspjeh kao prethodna tri, te se na Billboarovoj Hot 100 listi našao tek na 96. mjestu.

## Popis pjesama
1. "Goodies" (featuring Petey Pablo) - 3:43
2. "1, 2 Step" (featuring Missy Elliott) - 3:42
3. "Thung Style" - 4:25
4. "Hotline" - 3:23
5. "Oh" (featuring Ludacris) - 4:16
6. "Pick Up the Phone" - 3:48
7. "Lookin' at You" - 3:35
8. "Ooh Baby" - 3:37
9. "Next To You" - 3:13
10. "And I" - 3:53
11. "Other Chicks" - 4:21
12. "The Title" - 4:21
13. "Goodies (Remix)" (featuring T.I. and Jazze Pha) - 4:21
14. "Crazy" (europska i japanska bonus pjesma)